# Ambleside
Ambleside er en by og tidligere sogn (nu en del af sognet Lakes) i Westmorland and Furness-distriktet i Cumbria, England. Den ligger i det historiske county Westmorland. Den ligger ved Windermere, der er Englands største naturlige sø, og er en del af Lake District National Park. I 2020 havde den et indbyggertal på 2.596.
Navnet kommer af det norrøne "Á-mel-sǽtr" der bogstaveligt betyder "flod - sandbanke - sommergræsning".
Syd for Ambleside ligger resterne af det romerske fort Galava, der dateres til år 79.
Blandt byens attraktioner er Bridge House, der er et hus opført på en bro over åen Stock Ghyll, som blev opført i 1600-tallet. Bygningen blev malet af den victorianske landskabsmaler Lewis Pinhorn Wood (1848–1918) i hans værk The Cobbler's Shop on the Bridge.